# Maggots: The Record
Maggots: The Records è il quarto album della band punk rock Plasmatics, pubblicato nel 1987 dalla Capitol Records.
Il disco è una sorta di concept album incentrato su una prossima fine del mondo, a causa di larve e vermi assassini, proprio come nella copertina del disco.
L'album è stato pubblicato sotto il nome "Wendy O. WIlliams - Plasmatics", infatti della vecchia band punk è rimasta solo la cantante, mentre gli altri membri sono tutti nuovi.
Rispetto ai suoi precedenti, in questo disco si sente molto di più il metal, in particolar modo il thrash.

## Tracce
1. Overture/ Introduction (Narrator)
2. You're a Zombie
3. The White's Apartment/The Full-Meal Diner
4. Day of the Humans Is Gone
5. Central Research Laboratory/Valerie and Bruce on the Phone
6. Destroyers
7. White's Apartment/Bruce's Bedroom
8. Brain Dead
9. Propagators
10. White's Bedroom/ Fire Escape
11. Finale

## Formazione
- Wendy O. Williams - voce
- Wes Beech - chitarra, tastiere
- Chris Romanelli - basso, tastiere
- Ray Callahan - batteria